# Adolf Ahlgren
Adolf Ferdinand Ahlgren, född 3 april 1872 i Visby, död 4 april 1954 i Gävle, var en svensk företagsledare och grundare av Läkerolindustrin. 

## Biografi
Ahlgren var son till fabrikören Per Fredrik Ahlgren och Anna Maria Reusser  samt bror till företagsledaren Fredrik Ahlgren och far till Bengt Ahlgren.
Efter tiden som elev vid Visby läroverk 1882–1886 reste han för F Ahlgrens Tekniska Fabrik 1886–1907 samt var prokurist och affärsledare 1907–1933. Han skapade Läkerolindustrin och var verkställande direktör för AB Pastill från 1916, F Ahlgrens Tekniska Fabrik AB från 1933 samt AB Läkerol och AB Kartonnage.
Adolf Ahlgren var fullmäktig i Gävle handelskammare 1928–1942 samt hedersledamot i Gotlands nation i Uppsala och i Mercuriiordens sångkör. Han företog resor till Kontinenten, Ryssland och England 1912–1932. Han var riddare av Vasaorden och Nordstjärneorden.

## Familj
Adolf Ahlgren är begravd på Skogskyrkogården i Gävle. Han gifte sig 1899 med Anna Preutz  (1879–1966), dotter till kamrer Johan Enok Preutz och Kristina Uddenberg. Tillsammans fick de barnen Bengt 1900, Sven 1904, Anna-Lisa 1909, Inga 1917 och Gun 1919.